# Kungsholmenbanan
Kungsholmenbanan oder Kungsholmsbanan war eine geplante Verbindung für die Züge des Pendeltåg durch das Zentrum von Stockholm.

## Geschichte
Der Bau der Kungsholmenbana wurde in der zweiten Hälfte des 20. Jahrhunderts mehrmals vorgeschlagen, um den Stockholmer Hauptbahnhof und die Strecke zwischen Stockholm C und Stockholms södra zu entlasten.
Für die Kungsholmenbana sprach, dass sie das Stockholmer Stadtgebiet, das rund um Stockholm C und T-Centralen entstanden war, entlastet und die Reichweite einer guten Verkehrsanbindung auf andere Teile der Innenstadt ausgedehnt hätte. Gegenargumente waren, dass viele Reisende weiterhin Besorgungen in die Altstadt machen müssen. Diese hätten jedoch eine dann schlechtere Anbindung an den Hauptbahnhof, wenn jeder zweite Zug Fridhemsplan und Liljeholmen bedienen soll.
Die Strecke sollte von Älvsjö über Liljeholmen und Fridhemsplan über Kungsholmen nach Tomteboda führen. Der Umstieg auf die Tunnelbana sollte an den Stationen Liljeholmen („rote“ Linie) und Fridhemsplan („grüne“ und „blaue“ Linie) erfolgen. Einige Vorschläge sahen auch Stationen in Karlberg oder Odenplan vor. Im detaillierten Planprogramm der Kommune Stockholm für den Nordwesten von Kungsholmen ist Stadshagen anstelle von Fridhemsplan als Bahnhofsstandort angegeben.
Die schwedischen Staatsbahnen (SJ) und Banverket lehnten die Bahnstrecke in Untersuchungen mehrmals ab. Im Zusammenhang mit der Infragestellung der geplanten, aber teuren Citybana durch die neue Regierung Reinfeldt und der von der Regierung angeordneten raschen Untersuchung der Alternativen, die die Citybana befürworteten, wurde die Kungsholmenbana auf der Redaktionsseite von Dagens Nyheter erneut als Alternative zur Citybana vorgestellt. Im Mai 2007 beschloss die Regierung, den Bau der Citybana durchzuführen.